# Mari Mori
Mari Mori (森 茉莉 (Mori Mari?); Tokyo, 7 gennaio 1903 – 6 giugno 1987) è stata una scrittrice e traduttrice giapponese, meglio conosciuta per aver gettato le basi del genere Boys' Love.

## Biografia

### Primi anni e gioventù
Mari Mori è nata in Giappone presso il distretto di Hong, a Tokyo, da Mori Ōgai (scrittore, poeta e traduttore) e Araki Shige (scrittrice). Da bambina Mari, grazie alla buona situazione finanziaria del padre durante il periodo Meiji, era circondata dal lusso europeo, indossava bellissimi abiti di stampo occidentale e chiamava suo padre “papà” (パッパ). Successivamente nella sua raccolta di saggi dirà che "[il padre] l'amava e la coccolava come la sua figlia preferita" (Nagaike).
Dopo il primo matrimonio si trasferì a Parigi, dove apprese il francese, lavorando successivamente come traduttrice. La sua vasta conoscenza relativa alla cultura europee (in particolar modo quella francese) ha avuto una notevole influenza sull'ambiente delle sue storie; come il fatto che spesso i suoi personaggi siano degli hāfu (persone di etnia mista nati dall'unione tra giapponesi e stranieri).

### Carriera

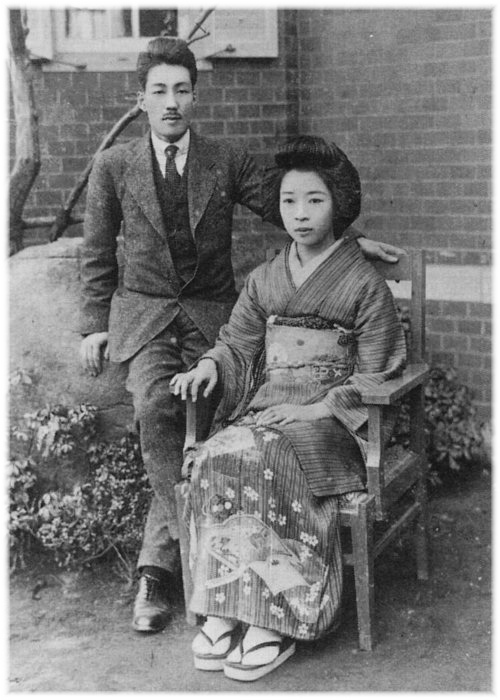
Mari Mori con il primo marito Tamaki Yamada.

Come scrittrice subì forte influenze dal padre e vinse, nel 1957, il Japan Essayist Club Award per una raccolta di saggi chiamata My Father's Hat.
Nel 1961 gettò le basi del movimento letterario, incentrato sulle relazioni omosessuali maschili, tanbi shousetsu (conosciuto anche come: june o Shōnen'ai) con il romanzo A Lovers' Forest (koibito tachi no mori) il quale vinse il Tamura Toshiko Prize. Sebbene A Lovers' Forest non sia stata la prima opera letteraria legata alla narrativa omoerotica nella storia ad avere una grande diffusione nel panorama nipponico come, ad esempio, La storia di Genji (1957) o Il grande specchio dell’amore tra uomini (1687), essa viene comunemente considerata la capostipite del contemporaneo Boy's Love, dato il tono maggiormente disinvolto rispetto alle opere trattanti il tema dell'omosessualità di quel periodo storico.
Nel decennio successivo le fondamenta stilistiche gettate da Mari si concretizzarono in un vero e proprio filone letterario grazie a opere dal grande successo di pubblico come Il poema del vento e degli alberi (nel quale è possibile osservarne come le influenze di Mari Mori non sono solo circoscritte ai rapporti omosessuali ma anche agli elementi relativi alla Francia e più in generale all'europa).
Tematica ricorrente nelle opere di Mari è la differenza d’età relativa ai due soggetti coinvolti nella relazione d'amore che, tendenzialmente, potevano essere descritti come: uomini di età compresa tra i 30-40 anni contrapposti a dei ragazzi sui 17-18 anni.

### Vita privata
Nel 1919 (a 16 anni) si sposò con Tamaki Yamada (1893-1943), un assistente professore di letteratura francese e bibliotecario presso l'Università Imperiale di Tokyo che co-fondò il Dipartimento di Letteratura buddista dell'Università di Tokyo, dal quale divorziò nel 1927 (dopo aver avuto due figli con lui). Successivamente si risposò con Akira Sato.

### Morte
Mori Mari morì per una insufficienza cardiaca il 6 giugno 1987.

## Opere

### Narrativa e saggistica
- Chichi no bōshi (父の帽子), 1957
- Kutsu no oto (靴の音), 1958
- Nōkaishoku no sakana (濃灰色の魚), 1959
- Koibito tachi no mori (恋人たちの森), 1961
- Kareha no nedoko (枯葉の寝床), 1962
- Zeitaku binbō (贅沢貧乏), 1963
- Kioku no e (記憶の絵), 1968
- Watashi no bi no sekai (私の美の世界), 1968
- Amaimitsunoheya (甘い蜜の部屋), 1975

#### Pubblicazione postume
- Besuto Obu dokkirichan'neru (ベスト・オブ・ドッキリチャンネル), 1994
- Maria no kimagure kaki (マリアの気紛れ書き), 1995
- Ma ri no hitorigoto (魔利のひとりごと), 1997
- Binbō savu~aran (貧乏サヴァラン), 1998
- Boyaki to ikari no Maria aru henshū-sha e no tegami (ぼやきと怒りのマリア ある編集者への手紙), 1998
- Maria no unuborekagami (マリアのうぬぼれ鏡), 2000
- Maria no kūsō ryokō (マリアの空想旅行), 2006
- Mori mari watashi no naka no Arisu no sekai (森茉莉 私の中のアリスの世界), 2010
- Kōcha to bara no hibi (紅茶と薔薇の日々), 2016
- Zeitaku binbō no oshare jō (贅沢貧乏のお洒落帖), 2016
- Kōfuku wa tada watashi no heya no naka dake ni (幸福はただ私の部屋の中だけに), 2017
- Kuro neko Jurietto no hanashi (黒猫ジュリエットの話), 2017
- Chichi to watashi ren'ai no yōna mono (父と私 恋愛のようなもの), 2018

### Raccolte
- Mori mari roman to essē (森茉莉・ロマンとエッセー), 1983-1983
- Sēn mòlì quánjí (森茉莉全集), 1993-94

### Libri illustrati
- Yōsei sofi ishikawa yōji shashin-shū (妖精ソフィ 石川洋司写真集), 1981
- Watashi no binanshi-ron (私の美男子論), 1995